# Nhà thờ Saint-Augustin Paris
Nhà thờ Église Saint-Augustin de Paris (Nhà thờ Thánh Augustinô Paris) là một nhà thờ tọa lạc ở quận 8 Paris. Trong Đệ nhị đế chế Pháp, khu vực này đã trải qua sự phát triển đáng kể. Nam tước Haussmann đã chịu trách nhiệm cho phần lớn các thiết kế các đại lộ thẳng tắp của Paris, và bố trí nhà thờ Église Saint-Augustin tọa lạc ở phần kết thúc nổi bật cho đại lộ Malesherbes, có thể nhìn thấy được từ một khoảng cách.
Saint-Augustin được cho xây dựng trong giai đoạn 1860-1871 bởi Victor Baltard (kiến trúc sư của Les Halles) theo phong cách chiết trung kết hợp Tuscan Gothic và các yếu tố Romanesque. Công trình này có chiều dài gần 100 mét (330 ft), với một mái vòm cao 80 mét (260 ft), và là một trong những tòa nhà khá lớn đầu tiên ở Paris có kết cấu lõi là một khung kim loại. Nổi bật ở mặt tiền Saint-Augustin là những cổng vòm lớn với bốn nhà truyền giáo, và ở trên là mười hai tông đồ và một cửa sổ hình hoa thị lớn. Bên trong, các cửa sổ kính màu mô tả các giám mục và các vị tử đạo của thế kỷ thứ nhất và các cột gang được trang trí với các thiên thần nhiều màu sắc. Một bức tượng của Jeanne d'Arc, do Paul Dubois điêu khắc và do Edmond Gruet Jeune đúc đồng, được dựng lên trước nhà thờ vào năm 1896 (hoặc 1900).

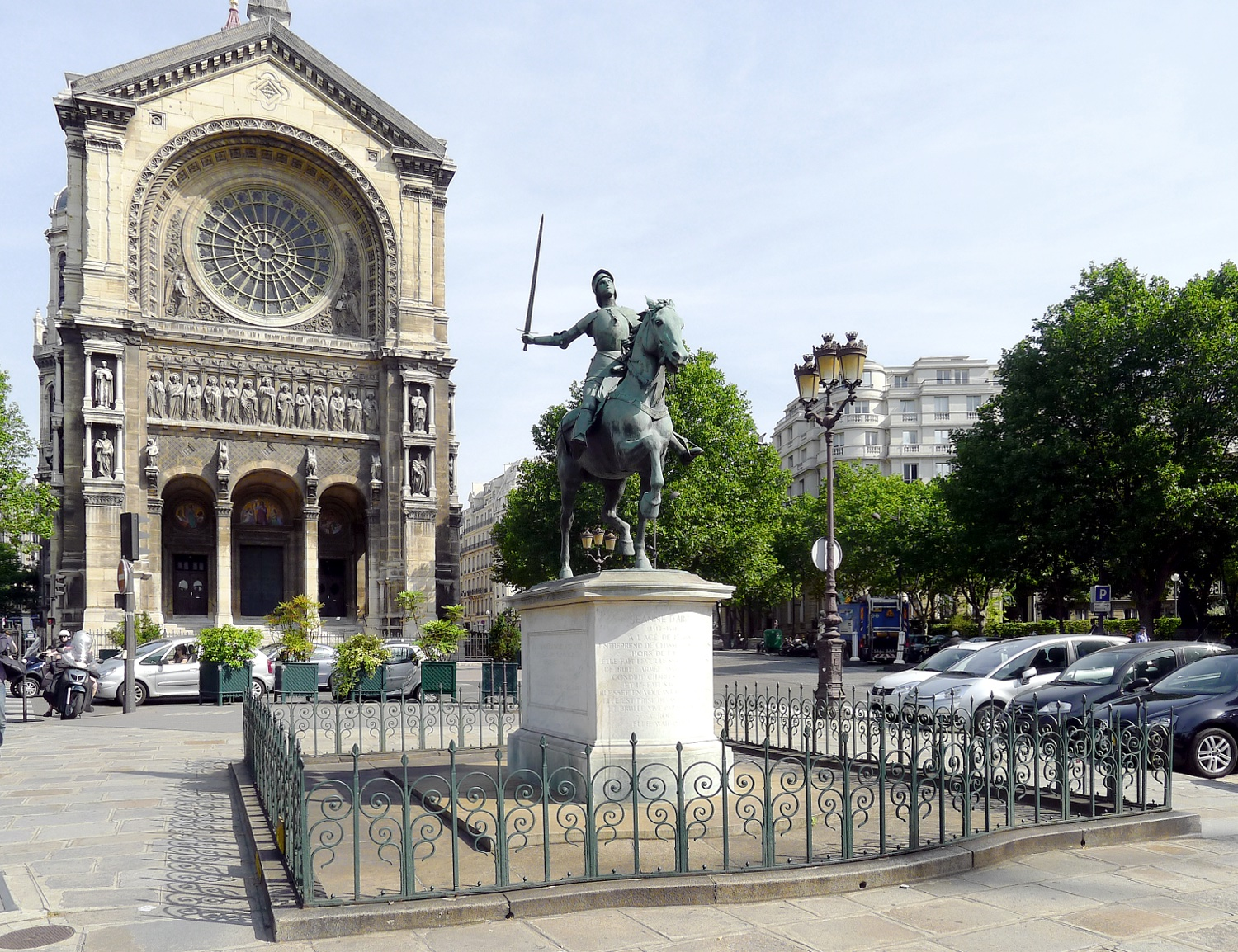
Mặt trước, với tượng Jeanne d'Arc
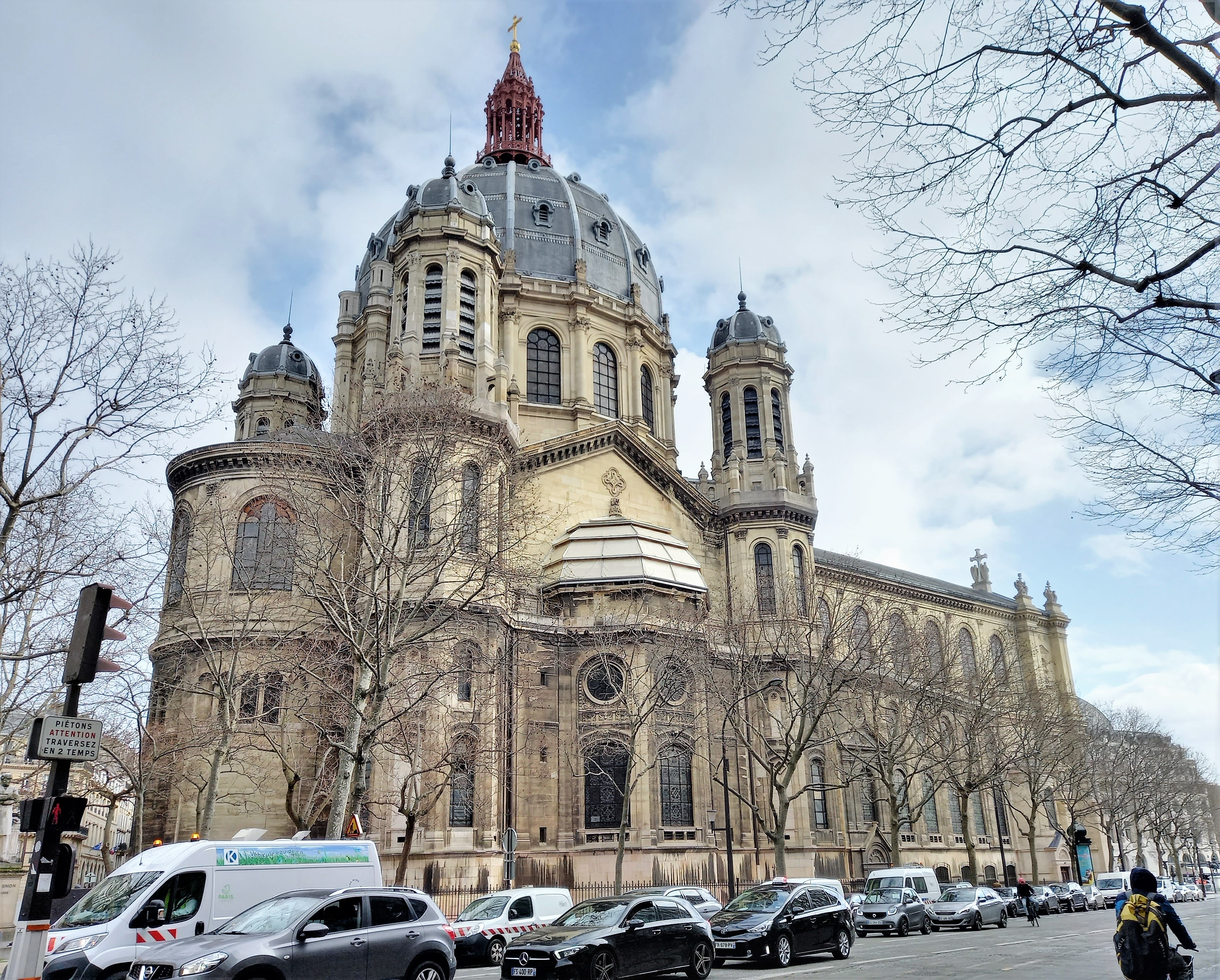
Hậu cung hoặc phía sau của nhà thờ, được bao quanh bởi các nhà nguyện
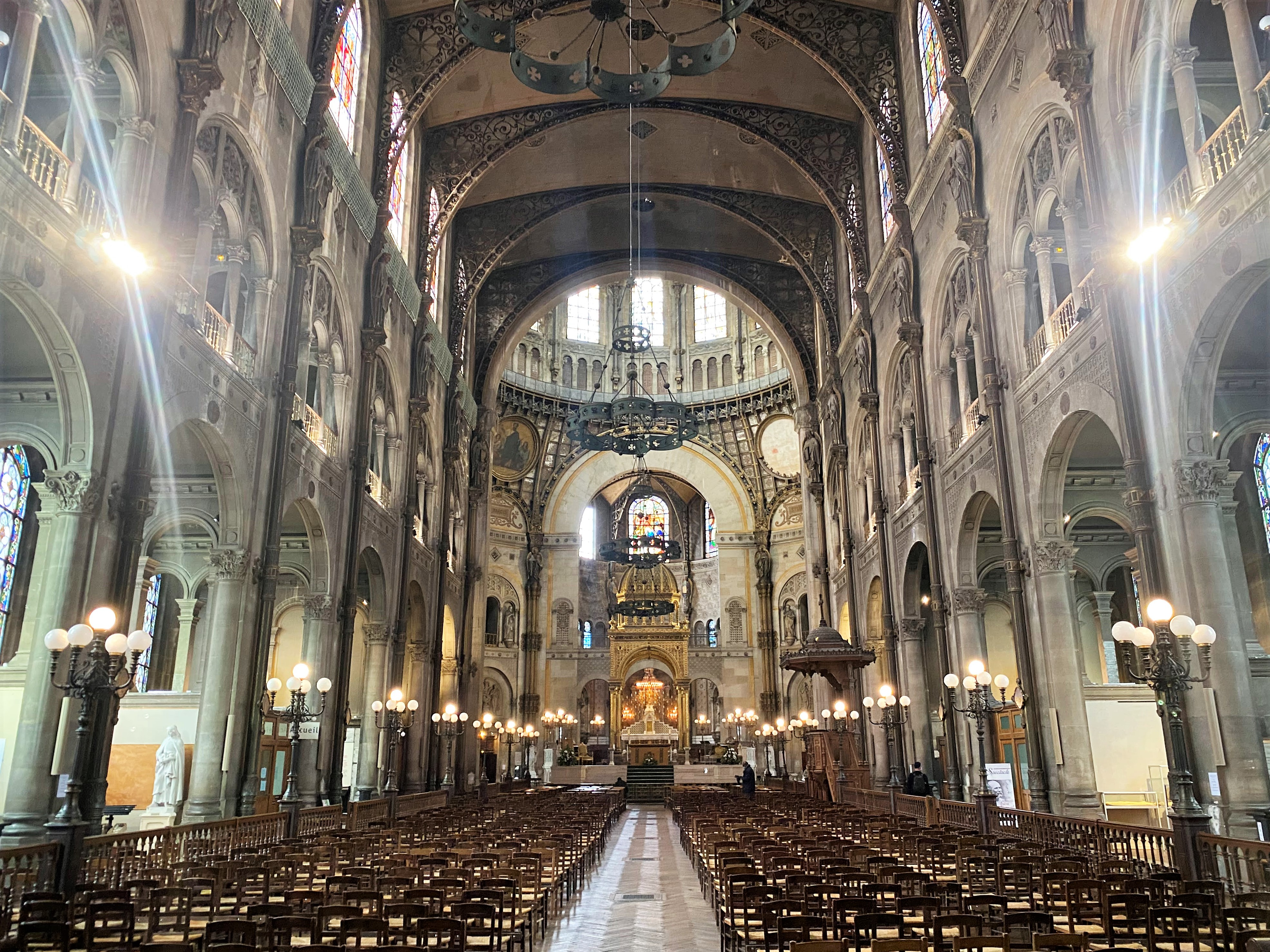
Chính điện